# Österreichischer Bauherrenpreis 1991
Mit dem Österreichischen Bauherrenpreis der Zentralvereinigung der Architekten Österreichs wurden im Jahr 1991 die folgenden Projekte ausgezeichnet:
| Realisierung                                                              | Bauherr                             | Planer                        |
| ------------------------------------------------------------------------- | ----------------------------------- | ----------------------------- |
| Wohnheim der Gemeinschaft B.R.O.T. in Wien                                | Gemeinschaft B.R.O.T.               | Ottokar Uhl                   |
| Neue Mittelschule/Bundesgymnasium und Bundesrealgymnasium Klusemannstraße | BMWA-LH Krainer, Lbdion Stmk        | Andreas Fellerer / Jiri Vendl |
| Lagerhaus Firma Odörfer in Klagenfurt am Wörthersee                       | Firma Odörfer mit Peter Schneider   | Volker Giencke                |
| Illsteg in Feldkirch                                                      | Stadt Feldkirch                     | M. Häusle                     |
| Wohnhausanlage Hermanngasse 29                                            | Eigentümergemeinschaft Hermanngasse | Lainer/Auer                   |
| Bar Restaurant Wrenkh in Wien                                             | Ch. Wrenkh                          | Eichinger oder Knechtl        |